# Ultraschall-Doppler-Profil-Strömungsmesser

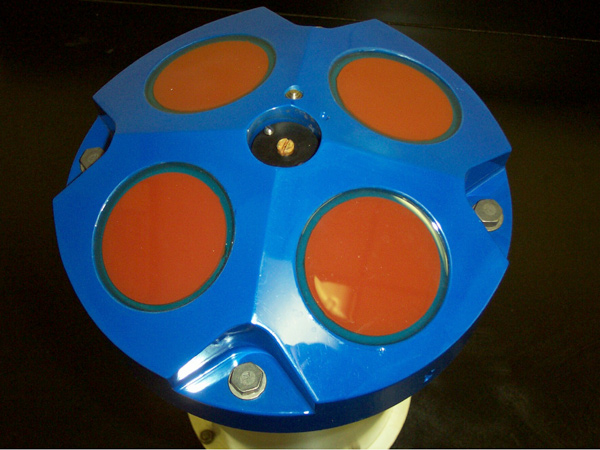
Kopf eines ADCP mit den vier Schwingern

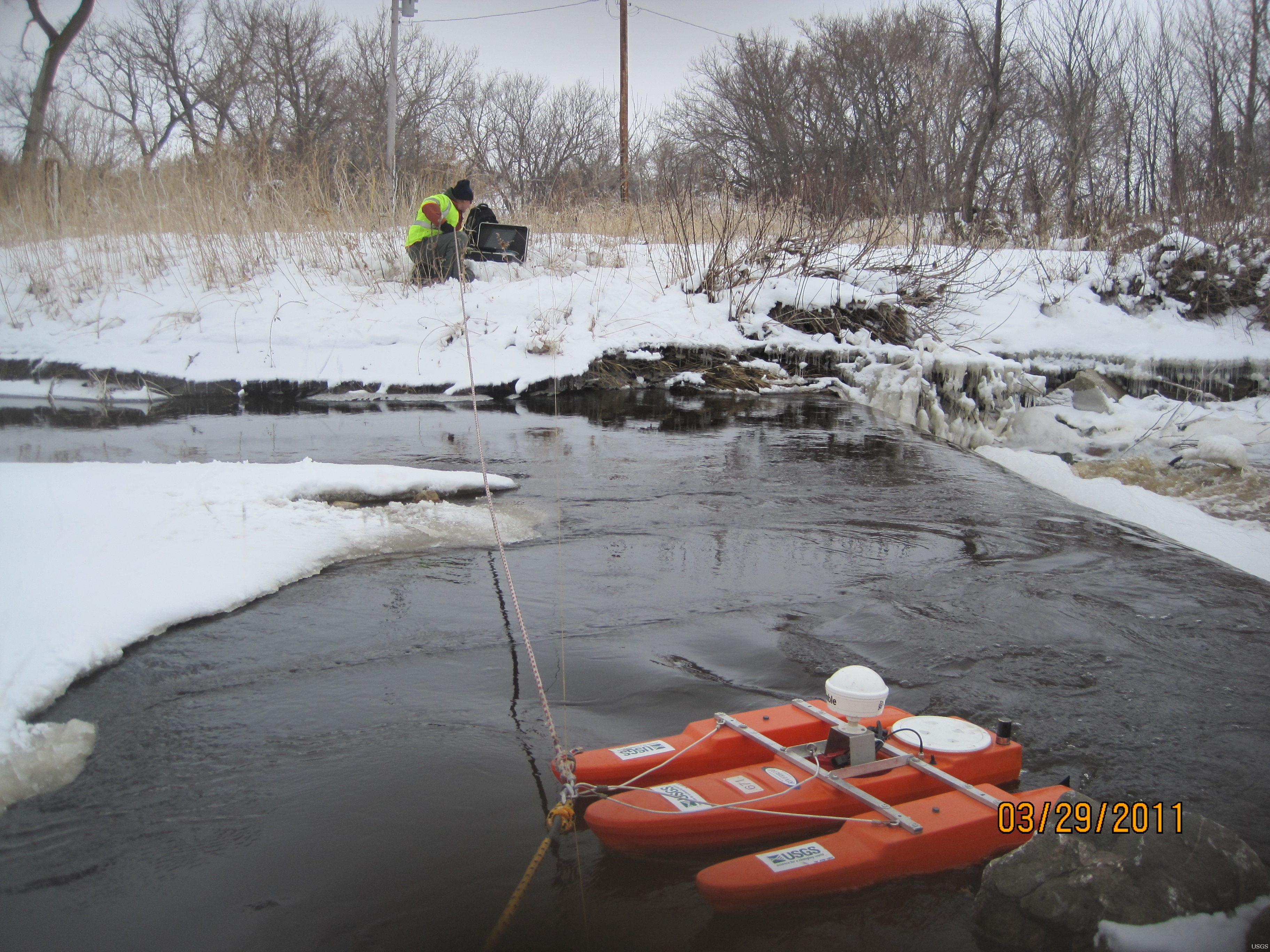
ADCP-Messung in den USA durch USGS

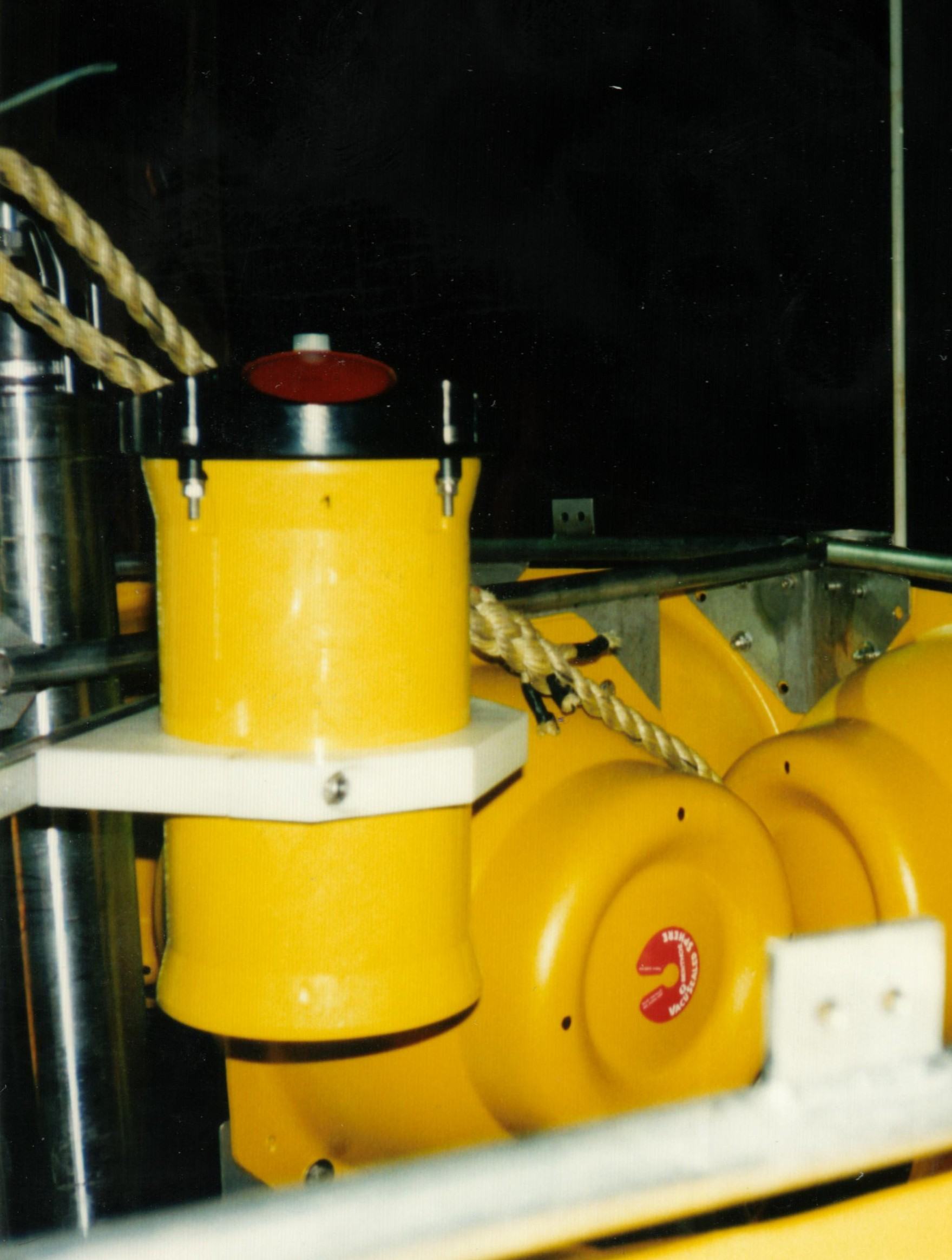
ADCP mit Blickrichtung nach oben, montiert an einem ozeanographischen Messgerät zur Langzeitbeobachtung der Meeresströmung in der Tiefsee

Das heute wichtigste Messgerät zur Abfluss- und Strömungsmessung ist der Ultraschall-Doppler-Profil-Strömungsmesser (engl.: Acoustic Doppler Current Profiler (ADCP)), ein Aktivsonar, das die Doppler-Frequenzverschiebung des Nachhalls von Streukörpern im Wasser (vorwiegend Plankton und Schwebstoffe) zur Bestimmung der lokalen Strömungsgeschwindigkeit nutzt. Das Gerät ist mit drei bis fünf voneinander unabhängigen Schwingern (Transducer) ausgestattet, wobei die gegenüberliegenden jeweils Paare bilden. Jeweils ein Schwingerpaar misst die Horizontalbewegung in einer Richtung, die Vertikalbewegung wird von beiden parallel gemessen. Dazu geben die Geräte in festen Zeitintervallen Schallimpulse im Bereich von 500 kHz–10 MHz ab. Zwischen den Impulsen werden die zurück gestreuten Signale wieder empfangen. Diese erlauben über ihre Laufzeit eine Zuordnung zur relativen Entfernung zum Schwinger. Die Geräte können je nach Bauart und Konfiguration die dreidimensionale Wassergeschwindigkeit in verschiedenen Tiefenhorizonten messen. Mit Hilfe der Beziehung:
{\displaystyle u=C\cdot {\frac {F_{\mathrm {D} }}{2\cdot F_{\mathrm {S} }}}}
wobei {\displaystyle F_{\mathrm {D} }} die vom Gerät gemessene Doppler-Frequenzverschiebung und {\displaystyle F_{\mathrm {S} }} die Frequenz des ausgesendeten Signals ist, kann die relative Geschwindigkeit u des Wasserkörpers berechnet werden. Bei autonom arbeitenden Geräten werden die gemessenen Geschwindigkeiten der verschiedenen Schichten gespeichert und können später ausgelesen werden. Die Geräte können auch im Lotschacht eines Schiffes angebracht sein. Dann wird die relative Geschwindigkeit zwischen Wasserkörper und Schiff gemessen (moving boat Methode). Über ein Laptop oder Rechner können die Messergebnisse jederzeit analysiert werden. Befindet sich die Sohle des Gewässers in der Reichweite des ADCP so ist es möglich, über die relative Geschwindigkeit des Bodens zum Schiff (bottom track), die absolute Wassergeschwindigkeit der einzelnen Schichten unterhalb des Schiffs zu berechnen.
Grundsätzlich ist die Auflösung des Messverfahrens durch die Nachhallunschärfe-Relation
{\displaystyle \Delta v_{n}\Delta z={\frac {c^{2}}{2f_{0}}}}
begrenzt, wobei {\displaystyle \Delta v_{n}} die Auflösung der Strömungsgeschwindigkeit, {\displaystyle \Delta z} die Abstandsauflösung,  {\displaystyle c} die Schallgeschwindigkeit und {\displaystyle f_{0}} die Mittenfrequenz des Sendesignals sind. Je höher die Frequenz, desto besser ist also die erzielbare Auflösung, desto kürzer ist wegen der frequenzabhängigen Dämpfung auch die Länge des Strömungsprofils. Die Auflösung lässt sich mit Hilfe großer Sendesignalbandbreite gegenüber der Nachhallunschärferelation erhöhen (Breitband-ADCP, BB-ADCP).
Die Bundesanstalt für Gewässerkunde (BfG) in Koblenz hat eine Auswerte-Software AGILA (benannt nach dem Software-Entwickler Matthias Adler) für die einheitliche Auswertung von ADCP-Messdaten entwickelt. Die Software ist mittlerweile überwiegend im deutschsprachigen Raum als Standard etabliert. Darüber hinaus gibt es aber auch Softwarelösungen, die die herstellerspezifischen Rohdaten weiterverwerten und zusätzliche Auswerteparameter, wie z. B. Schwebstoffgehalt, Trübung etc. zur Verfügung stellen.
Ist zusätzlich zu den Transducern zur Strömungsmessung noch ein weiterer Transducer senkrecht nach oben (bei einem auf dem Grund des Gewässers stehenden Systems) gerichtet, so ist es möglich, Parameter wie Wellenhöhe und Wellenperiode zusätzlich zum Strömungsprofil direkt zu messen.
Siehe auch: Wasserschall

## Hinweis zur Verwendung des Begriffs ADCP
Wie weiter oben erwähnt, kann ADCP als Abkürzung für Acoustic Doppler Current Profiler gelesen werden, und wird oft auch umgangssprachlich herstellerunabhängig für Strömungsprofiler verwendet, ist jedoch auch eine Handelsmarke von Teledyne RD Instruments, Rowe, SonTek und anderen Firmen.